# Kadaň
Kadaň település Csehországban, Chomutovi járásban. Kadaň Radonice, Málkov, Vilémov, Hradiště, Březno, Výsluní, Klášterec nad Ohří, Rokle, Spořice és Místo településekkel határos. Lakosainak száma 18 165 fő (2024. január 1.).

## Népesség
A település lakosságának változását az alábbi diagram mutatja:
| Lakosok száma | 5052 | 7458 | 8268 | 10 010 | 18 420 | 17 604 | 17 839 | 18 202 | 17 386 | 18 165 |
|               | 1869 | 1900 | 1921 | 1961   | 1980   | 2011   | 2016   | 2019   | 2021   | 2024   |